# Parahybos pusillus
Parahybos pusillus är en tvåvingeart som beskrevs av de Meijere 1911. Parahybos pusillus ingår i släktet Parahybos och familjen puckeldansflugor. Inga underarter finns listade i Catalogue of Life.